# Sigurður Þorsteinsson
Sigurður Gunnar Þorsteinsson (Ísafjörður, 8 de julio de 1988) es un jugador de baloncesto islandés, que pertenece a la plantilla del Tindastóll. Con 2,05 metros de altura, juega en la posición de pívot.

## Trayectoria
Formado en la cantera del KFÍ Ísafjörður, debutó en categoría senior con su filial, el KFÍ-b, de la 2. deild karla para hacerlo después en el primer equipo de la Úrvalsdeild karla.
En septiembre de 2015, Þorsteinsson firmó por el equipo griego de la A2 Ethniki, el Machites, donde promedió 11,9 puntos y 7,9 rebotes por partido.
En agosto de 2016, cambió de equipo pero no de liga al firmar con el AEL Larissa. Al término de la temporada consiguió ser el máximo taponador de la A2 Ethniki.
El 15 de agosto de 2017 regresó a Islandia para jugar en el Grindavík, donde ya había jugado anteriormente. Allí promedió 12,8 puntos y 8,8 rebotes por partido. El 5 de julio de 2018 abandonó el club.
El 17 de agosto de 2018 ficha por el ÍR Reykjavík. El ÍR consiguió llegar a las finales de la temporada contra el KR, consiguiendo ser uno de los jugadores destacados de la liga.
En junio de 2019, Sigurður Þorsteinsson firmó con el Orchies francés de la NM1, pero fue liberado de su contrato al haber irregularidades económicas en el club francés.
El 23 de octubre de 2019 regresa al ÍR para firmar un contrato de 2 temporadas. A los 9 minutos del primer partido de la temporada sufre una grave lesión de rodilla que le mantendrá alejado de las canchas toda la temporada. Al final de la misma llegó a un acuerdo de rescisión de contrato con el club.
El 10 de junio de 2020 ficha por el recién ascendido a la Úrvalsdeild karla, el Höttur Egilsstaðir.

## Selección nacional
Þorsteinsson jugó en varios torneos con la selección de baloncesto de Islandia, tanto en categorías juveniles como en mayores.
Estuvo presente en la División B del EuroBasket de 2007 y 2009, y en los Juegos de los Pequeños Estados de Europa de 2019, donde su equipo obtuvo la medalla de bronce.